# Zlaté Moravce
Zlaté Moravce (in tedesco Goldmorawitz, in ungherese Aranyosmarót) è una città della Slovacchia, capoluogo del distretto omonimo, nella regione di Nitra.
Dista circa 120 km da Bratislava e 32 km da Nitra.

## Società

### Evoluzione demografica
Secondo il censimento del 2006, la popolazione era composta da:
- 97,09% slovacchi
- 0,6% cechi
- 0,29% ungheresi

### Religione
Per quanto riguarda la fede religiosa, l'82,52% della popolazione è cattolica, il 10,59% non si riconosce in alcuna fede, mentre i luterani sono l'1,48%.

## Economia

### Industria
La città è rinomata per la produzione di materiali edili.

## Sport

### Calcio
La squadra principale della città è il FC ViOn Zlaté Moravce.